# Olax emirnensis
Olax emirnensis là một loài thực vật có hoa trong họ Olacaceae. Loài này được Baker mô tả khoa học đầu tiên năm 1884.